# Doechii
Џејла Џај’мија Хикмон (енгл. Jaylah Ji'mya Hickmon; Тампа, 14. август 1998), позната као Doechii (транскр.  Доучи), америчка је реперка, певачица и текстописац. Славу је стекла путем платформе TikTok, након чега је потписала уговор са дискографском кућом. Године 2023. објавила је сингл What It Is (Block Boy)" који је постао међународна хит-песма.

## Биографија
Рођена је 14. августа 1998. у Тампи. Има млађе сестре близнакиње. Одрасла је у хришћанској породици. Изјавила је да је бисексуалног опредељења.

## Дискографија

### Микстејпи
- (2019)
- (2020)
- (2024)

### Мини-албуми
- (2021)
- (2022)